# Assur-rabi II
Assur-rabi II (Assur es grande), rey asirio (1012 a. C. - 972 a. C.) del llamado Imperio Medio.
Era un hijo menor del rey Asurnasirpal I. Sucedió a su sobrino, Assur-nirari IV en circunstancias desconocidas. Si fue una usurpación, debió ser un asunto violento. La Lista asiria de reyes registra su sucesión y genealogía, pero no proporciona más información. La construcción del Bit-nathi, parte del templo de Ishtar, en Nínive, fue recordada en una dedicatoria de Asurnasirpal II (883–859 a. C.), conmemorativa de su propio trabajo de  reparación.
Algunos asentamientos asirios en el Éufrates medio, se perdieron frente a los arameos, ya que fueron capaces de cruzar el río, y establecer una red de asentamientos autónomos interrelacionados en el corazón de Asiria. Salmanasar III recordó la pérdida de Ana-Aššur-utēr-aṣbat y Mutkinu, dos ciudades próximas a Til Barsip, que originariamente habían sido tomadas y colonizadas por Tiglatpileser I, unos cien años atrás, en una de sus inscripciones: «En tiempos de Aššur-rabi (II), rey de Asiria, el rey de Aram (Siyria) tomó dos ciudades por la fuerza — Yo restauré estas ciudades. Yo instalé a los asirios en medio de ellos.».
Su época debe haberse extendido entre los reyes babilonios contemporáneos, Simbar-Shipak (1025-1008 a. C.) y Nabu-mukin-apli (978–943 a. C.), aunque no hay pruebas de contactos que puedan ayudar a fijar esta cronología con más precisión. La Lista sincrónica de reyes da como contemporáneos a los reyes de Babilonia, Shirikti-Shuqamuna, que reinó sólo 3 meses (ca. 985 a. C.). Severas calamidades y hambrunas se registraron bajo Kashu-nadin-ahhe (ca 1006–1004 a. C.), en la mitad del reinado de Aššur-rabi, y esto podría haber sido la causa de la emigración de los arameos.
Le sucedió en el trono su hijo Ashur-resh-ishi II, que gobernó durante cinco años.